# Torresmenudas
Torresmenudas település Spanyolországban, Salamanca tartományban. Torresmenudas Valverdón, Almenara de Tormes, Aldearrodrigo, Zamayón, Valdelosa és Forfoleda községekkel határos. Lakosainak száma 184 fő (2024).

## Népesség
A település népessége az elmúlt években az alábbi módon változott:
| Lakosok száma | 219  | 207  | 206  | 203  | 208  | 201  | 193  | 190  | 192  | 184  |
|               | 2001 | 2004 | 2007 | 2009 | 2012 | 2014 | 2017 | 2019 | 2022 | 2024 |